# ナマインゴ県
ナマインゴ県(ナマインゴけん、英語：Namayingo District)はウガンダの東部地域南東部の県。
2014年の人口は23万3229人。
県都はナマインゴ。

## 地理
- 北：ブギリ県
- 北東：ブシア県
- 東～南西：ビクトリア湖
- 西：マユゲ県

県都ナマインゴは、ブソガの最大都市のジンジャから道なりに南東約95kmに位置する。

また、ブギリから道なりに約38km南に位置する。

## 歴史
2010年7月1日、ブギリ県の南部を割いて新設された。

## 経済
20世紀までは、
- 本土での自給自足農業
- ビクトリア湖の湖岸や小島での釣り

が経済の中心だった。
しかし、21世紀に入ると県内に金が埋まっている事が明らかになり、金の採掘に関わる産業が発展し、人口も急増した。

## 人口
- 1991年：6万8000人
- 2002年：17万5000人
- 2012年：23万2300人
- 2014年：23万3229人[4]